# アンティック-珈琲店- (アルバム)
『アンティック-珈琲店-』（アンティックカフェ）は、アンティック-珈琲店-初のベスト・アルバム。2009年12月9日発売。発売元はRed Cafe。

## 解説
- 2010年1月4日の日本武道館ライブをもって活動を休止することを発表していたうえで発売された2枚組のベスト・アルバム。
- 初回限定盤はスリーブ仕様。
- 入手困難なレア音源や未発表曲が含まれている。
- リマスタリング・リミックスがされている。
- SPECIAL THANKSとして旧メンバーの坊の名前がある。

## 収録曲

### Disc 1
1. キャンデーホリック
  - 1stシングル「キャンデーホリック」
2. 踊るメルヘン時計
  - 2ndシングル「√69」
3. 似非占い
  - 3rdシングル「孤妄 〜コスモス〜」
4. 逃避回路
  - 3rdシングル「孤妄 〜コスモス〜」
5. 雨の繁華街
  - 2004年12月13日渋谷オーウエスト配布CD
6. 悲想橋
  - オムニバスアルバム「SHOCK WAVE CD the SELECT」
7. 我侭行進曲
  - 4thシングル「カラクリ否定」
8. テケスタ光線
  - 5thシングル「テケスタ光線 〜暗闇を照らす光は宝石のように〜」
9. エスカピズム
  - 6thシングル「エスカピズム 〜甘いミルクを吸った子羊ちゃん〜」
10. メリメイキング
  - 7thシングル「メリメイキング 〜凸凹な毎日と、あいかわらずな僕ら〜」
11. メープルガンマン
  - 8thシングル「10's コレクション マァチ」
12. 校廻
  - 8thシングル「10's コレクション マァチ」
13. 二時間シャボン玉
  - 未発表音源
14. 巡り逢えた奇跡
  - 「マグニャカルタ」収録
15. BondS～絆～
  - 9thシングル「BondS 〜絆〜」

### Disc 2
1. LOCK ON ☆ザ☆ 御NEW世界
  - 「マグニャカルタ」収録
2. スマイル一番 イイ♀
  - 10thシングル「スマイル一番 イイ♀」
3. スノーシーン
  - 11thシングル「スノーシーン」
4. 覚醒ヒロイズム
  - 12thシングル「覚醒ヒロイズム 〜THE HERO WITHOUT A "NAME"〜」
5. 流星ロケット
  - 13thシングル「流星ロケット」
6. 恋のディペンデンス
  - 13thシングル「流星ロケット」
7. オレンジドリーム
  - 「極魂ROCK CAFE」収録
8. Cherry咲く勇気!!
  - 14thシングル「Cherry咲く勇気!!」
9. 孤立ホスピタル
  - 「極魂ROCK CAFE」収録
10. SUMMER DIVE
  - DVDシングル「SUMMER DIVE 〜甘トロPEACH☆BEACH〜」
11. MY HEART LEAPS FOR "C"
  - 15thシングル「小悪魔USAGIの恋文とマシンガン e.p.」
12. 可愛湯's ЯocК
  - 15thシングル「小悪魔USAGIの恋文とマシンガン e.p.」
13. AROMA
  - 16thシングル「AROMA」
14. 夏恋★夏GAME
  - 17thシングル「夏恋★夏GAME」
15. YOU
  - 「BBパラレルワールド」収録